# Długosiodło (gromada)
Długosiodło – dawna gromada, czyli najmniejsza jednostka podziału terytorialnego Polskiej Rzeczypospolitej Ludowej w latach 1954–1972.
Gromady, z gromadzkimi radami narodowymi (GRN) jako organami władzy najniższego stopnia na wsi, funkcjonowały od reformy reorganizującej administrację wiejską przeprowadzonej jesienią 1954 do momentu ich zniesienia z dniem 1 stycznia 1973, tym samym wypierając organizację gminną w latach 1954–1972.
Gromadę Długosiodło z siedzibą GRN w Długosiodle utworzono – jako jedną z 8759 gromad na obszarze Polski – w powiecie ostrowskim w woj. warszawskim, na mocy uchwały nr VI/10/11/54 WRN w Warszawie z dnia 5 października 1954. W skład jednostki weszły obszary dotychczasowych gromad Bosewo Nowe, Chorchosy, Długosiodło, Długosiodło Kornaciska, Lipniak Majorat, Pecyna Nowa i Pecyna Stara ze zniesionej gminy Długosiodło w tymże powiecie. Dla gromady ustalono 21 członków gromadzkiej rady narodowej.
1 stycznia 1956 gromada weszła w skład nowo utworzonego powiatu wyszkowskiego w tymże województwie.
31 grudnia 1959 do gromady Długosiodło przyłączono (a) obszar zniesionej gromady Blochy w powiecie wyszkowskim oraz (b) wsie Małaszek, Plewki i Suski Stare ze znoszonej gromady Przedświt w powiecie ostrowskim w tymże województwie.
31 grudnia 1961 do gromady Długosiodło włączono wsie Prabuty, Przetycz-Folwark, Przetycz Włościański, Stare Bosewo, Wólka Grochowa i Wólka Piaseczna ze zniesionej gromady Bosewo Stare w tymże powiecie.
Gromada przetrwała do końca 1972 roku, czyli do kolejnej reformy gminnej. 1 stycznia 1973 – tym razem w powiecie wyszkowskim – reaktywowano gminę Długosiodło.